# Museo belga della massoneria
Il museo belga della massoneria (in francese: Musée belge de la Franc-Maçonnerie, in olandese: Belgisch Museum van de Vrijmetselarij) è un museo nella città di Bruxelles. È stato fondato nel 1985, poi chiuso e riaperto nel 2011. Il museo mira a rendere il pubblico più familiare alla massoneria.
Contrariamente alla privacy e alla riservatezza per cui è nota la Massoneria, questo museo offre un quadro dietro le quinte, chiarimenti sui suoi obiettivi e una panoramica della storia di questa società. Il museo si concentra non solo sul Belgio ma anche sulla massoneria nel resto d'Europa.
Il museo ha una collezione risalente al XVIII secolo. Include medaglie, nastri, gioielli, fogli, decorazioni, targhe degli incontri e libri.